# Ávilai Szent Teréz elragadtatása
Giovanni Lorenzo Bernini: Ávilai Szent Teréz elragadtatása című műve azt a látomást ábrázolja, amelyben Nagy Szent Terézt egy szeráf ébreszti. A „Szent Teréz apoteózisa” és Szent Teréz eksztázisa néven is ismert szoborcsoport Bernini egyik főműve, amelyet Federico Cornaro bíboros rendelésére faragott. A római Santa Maria della Vittoria-templom Cornaro-kápolnáját díszíti.

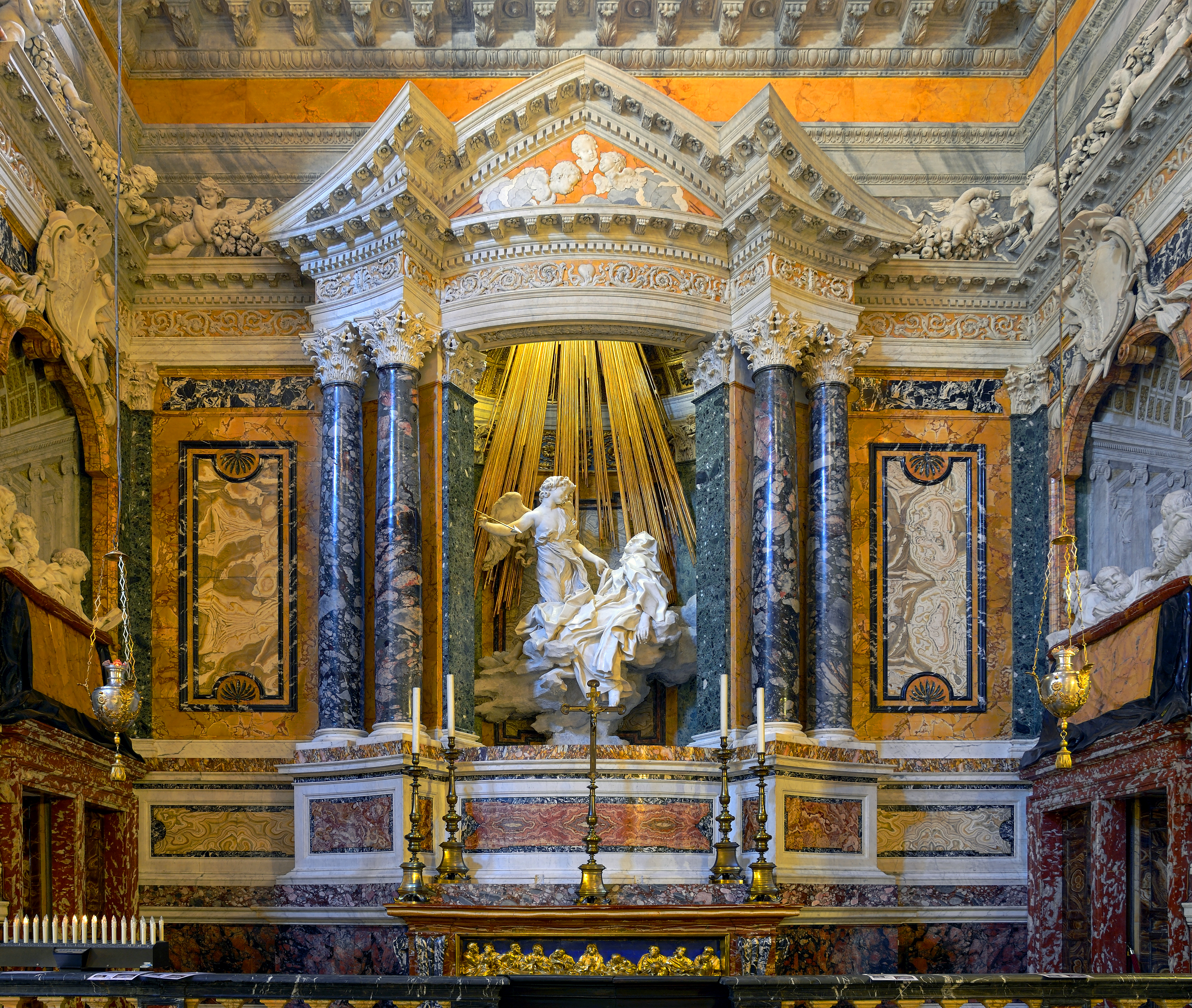
A Cornaro-kápolna

## Előképe
Nagy Szent Teréz egyik legjelentősebb misztikus élménye volt, hogy egyik látomásában egy szeráf (lángoló angyal) ébresztette. Ezt a találkozást Teréz egyértelműen szexuális jellegű élményként írta le:
…a szép angyal mintha fényből lett volna. Hosszú aranydárdát láttam a kezében, és úgy tetszett, hogy tűzben ég a hegye. Úgy éreztem, mintha többször megsebezte volna vele a szívemet, úgy, hogy a dárda a bennsőmbe hatolt; és amikor kihúzta, azzal mintha elmulasztotta volna a sebeket. A fájdalom annyira valóságos volt, hogy apró sikolyokat hallattam, de ez az erős fájdalom akkora gyönyört okozott, hogy azt kívántam, bár sosem érne véget…
Haláláig úgy tartotta, hogy a szeráf segítette annak megértéséhez, hogy mennyit szenvedhetett, mit élhetett meg Krisztus a kereszten. Ebből született jelmondata: Uram, engedj szenvednem vagy engedj meghalnom! gyakran olvasható különféle ábrázolásain.

## Története
A Cornaro-kápolna berendezését 1641-ben Federico Cornaro bíboros rendelte meg Berninitől, aki 1645-ben látott a gyakorlati munkához, és azt 1652-ben fejezte be. A kápolna fő dísze Ávilai Szent Teréz elragadtatásának szoborcsoportja (Teréz és a szeráf).

## Komplexitása
Bernini egyebek közt gyakorlott díszlettervező is volt, és a kápolnában is felhasználta színházi tapasztalatait. A kápolna oltárának oszlopos-oromzatos keretében a fő díszítmény az Ávilai Szent Teréz elragadtatását ábrázoló szoborcsoport; ezt figyelik a Cornaro-család itt eltemetett jeles tagjainak büsztjei, mintha színielőadást néznének. A két, 3,4 m magason elhelyezett szobrot egy rejtett ablakból érkező fény világítja meg, teszi ragyogóvá.
Bernini igen gondos kompozíciót dolgozott ki. Szent Terézt és angyalt mély fülkébe, baldachin alá helyezte, és ezzel rögzítette a nézőpontot: az oltár szoborcsoportját mindaddig nem lehet egészében látni, amíg a néző a templom hajójában nem áll pontosan a Cornaro-kápolna tengelyébe. Ekkor azonban teljesen képszerű látványt kap; a képet az oltárépítmény keretező vonalai határolják.
A kompozíció gyújtópontjában a látomásnak drámai hangsúlyt ad a sötét oszlopok és a fehér márvány alakok ellentéte. utóbbiak egy felhőn lebegnek, szivárványszínben csillanó alabástrom háttér előtt. A látomásos jelleget fokozza a timpanon mögé rejtett ablakból beáradó irányított fény. Ez a mennyei fény jelenik meg a háttér aranyozott sugaraiban is. A keretező baldachin és a mennyei fény együttese a jelenet természetfölötti jellegét emeli ki, elszigetelve a két alakot a néző valóságától.
A szobrász Bernini úgy formálta meg a látványt, mint egy festő: kifejezetten képi hatásra törekedett. Ennek eredményeképpen a hagyományos, tiszta műfajok és technikák határai elmosódtak. Bernini e művében egyetlen nagy egésszé kovácsolta össze a szobrászatot az építészettel és a festészettel — ezt az egységes kompozíciót nem lehet részekre különíteni.